# Salix glauca
Espèce
Salix glauca, le saule glauque, est une espèce de plantes à fleurs de la famille des Salicaceae. Ce saule pousse dans l'hémisphère Nord (nord de l'Eurasie et Amérique du Nord). Il se présente sous la forme d'un arbrisseau ou d'un très petit arbuste aux feuilles velues.

## Description

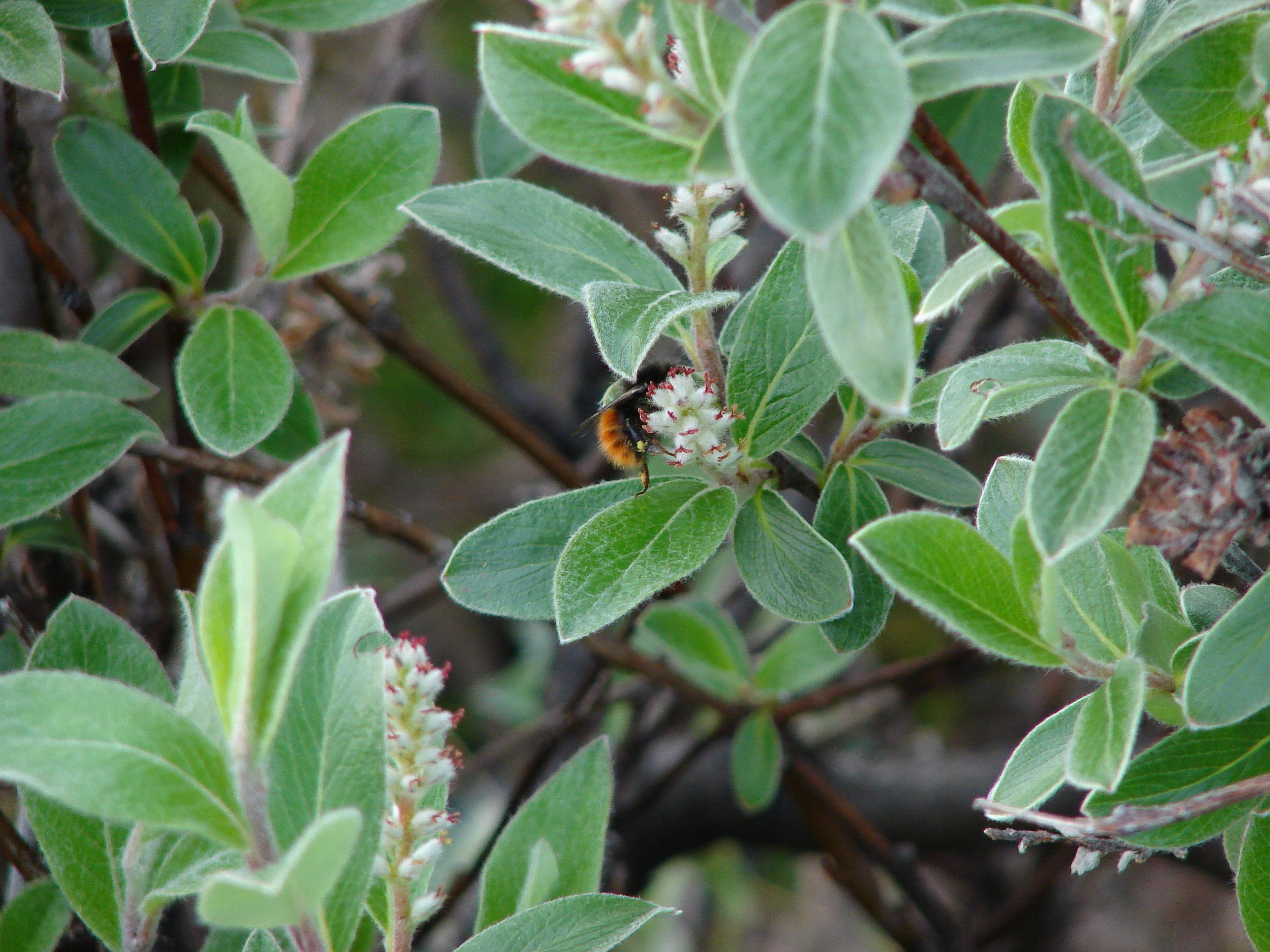
Fleurs femelles.

Le Saule glauque atteint une taille d'1 m de haut. Ses branches sont rousses, glabres et soyeuses. Les feuilles sont oblongues,  ovales avec des stipules et mesurent de 3 à 5 × 1 à 2,5 cm, de couleur gris bleu. Une floraison cotoneuse ou serotineuse intervient sous forme de chatons de  2 à 4 cm. Le pédoncule porte de longues bractées obovales. La fleur mâle porte deux étamines. La floraison intervient en juin-juillet.
Chromosomie :  2n = 76, 96, 114, 144, 152.
L'espèce se rencontre en régions alpines à une altitude de 2 500 à 3 000 m, dans le Xinjiang (Altay Shan) en Chine, N. Mongolie, Russie, Europe, Amérique du Nord.

## Liste des sous-espèces et variétés
Selon Catalogue of Life (8 déc. 2012) :
- variété Salix glauca var. acutifolia
- variété Salix glauca var. callicarpaea
- variété Salix glauca var. glauca
- variété Salix glauca var. stipulata
- variété Salix glauca var. villosa

Selon NCBI (8 déc. 2012) :
- sous-espèce Salix glauca subsp. callicarpaea
- sous-espèce Salix glauca subsp. glauca
  - variété Salix glauca var. acutifolia
- sous-espèce Salix glauca subsp. stipulifera